# Dem Savu
Dem Savu (n. 6 iunie 1923, București, România – d. 20 august 1999, București, România) a fost un actor de teatru, film și televiziune român. A absolvit Institutul de Artă Teatrală și Cinematografie din București în anul 1950. Prima apariție în film a avut-o în Mitrea Cocor (1952). 
Printre cele mai cunoscute filme ale sale se numără Directorul nostru, Alarmă în munți și Erupția.

## Distincții
- Ordinul Muncii clasa a III-a (10 august 1964) „pentru merite deosebite în opera de construire a socialismului, cu prilejul celei de a XX-a aniversări a eliberării patriei”[3]

## Filmografie selectivă
- 1952 Mitrea Cocor, regia Marietta Sadova și Victor Iliu : Ghiță Lungu
- 1953 Nepoții gornistului, regia Dinu Negreanu : plutonierul
- 1953 Cum e Sfatul e și satul, regia Ion Rodan și Traian Fericeanu
- 1953 Bălcescu, regia Horea Popescu
- 1954 Brigada lui Ionuț, regia Jean Mihail : Simion
- 1954 ...Și Ilie face sport, regia Andrei Călărașu : Gherase
- 1955 Directorul nostru, regia Jean Georgescu : șeful de cadre
- 1955 Alarmă în munți, regia Dinu Negreanu : Vasile Păruș
- 1957 Erupția, regia Liviu Ciulei
- 1957 O mică întîmplare!, regia Gheorghe Turcu
- 1959 O poveste obișnuită... o poveste ca în basme, regia Ion Popescu-Gopo : prințul
- 1961 Setea, regia Mircea Drăgan : Adam
- 1964 Pași spre lună, regia  Ion Popescu-Gopo : zeu
- 1966 Golgota, regia Mircea Drăgan
- 1967 Lada, regia Lucian Ionescu
- 1971 Revelion în doi, regia Sergiu Ionescu
- 1974 Bumerangul, regia Paul Urmuzescu
- 1977 Cine râde la urmă, regia Dan Mihăescu
- 1980 Banchetul, regia Tudor Mărăscu
- 1981 O lume fără cer, regia Mircea Drăgan
- 1989 Dreptatea, regia Andrei Blaier